# Stazione di Frascati (1856)
Stazione di Frascati vasútállomás Olaszországban, Frascati településen.

## Vasútvonalak
Az állomást az alábbi vasútvonalak érintik:
- Róma–Frascati-vasútvonal

## Kapcsolódó állomások
A vasútállomáshoz az alábbi állomások vannak a legközelebb:
- Stazione di Valle Vermiglia